# Petro Pajniuk
Petro Pajniuk –en ucraniano, Петро Пакнюк– (Kiev, 26 de noviembre de 1991) es un deportista ucraniano que compite en gimnasia artística.
Ganó tres medallas en el Campeonato Europeo de Gimnasia Artística, en los años 2019 y 2020. En los Juegos Europeos de Minsk 2019 obtuvo una medalla de bronce en la prueba de suelo. 

## Palmarés internacional
| Juegos Europeos    | Juegos Europeos     | Juegos Europeos   | Juegos Europeos      |
| Año                | Lugar               | Medalla           | Categoría            |
| ------------------ | ------------------- | ----------------- | -------------------- |
| 2019               | Minsk (Bielorrusia) | Medalla de bronce | Suelo                |
| Campeonato Europeo |                     |                   |                      |
| Año                | Lugar               | Medalla           | Prueba               |
| 2019               | Szczecin (Polonia)  | Medalla de plata  | Paralelas            |
| 2020               | Mersin (Turquía)    | Medalla de oro    | Concurso por equipos |
| 2020               | Mersin (Turquía)    | Medalla de plata  | Paralelas            |